# Виниця (Чрномель)
Виниця (словен. Vinica) — поселення в общині Чрномель, регіон Південно-Східна Словенія, Словенія. Висота над рівнем моря: 184,4 м.